# Željko Čajkovski
Željko Čajkovski (ur. 5 maja 1925 w Zagrzebiu, zm. 11 listopada 2016 w Monachium) – jugosłowiański i chorwacki piłkarz występujący podczas kariery zawodniczej na pozycji napastnika. Wicemistrz olimpijski z 1948: zagrał we wszystkich 4 spotkaniach, strzelił 3 bramki. Uczestnik mistrzostw świata 1950 rozgrywanych w Brazylii.
Piłkarzem był także jego starszy brat – Zlatko.